# Memo Vocali
Memo Vocali è un'applicazione sviluppata dalla Apple Inc. per il sistema operativo iOS. È stata introdotta con iPhone OS 3. La funzione di Memo Vocali è quella di registrare e gestire tracce audio. Con iOS 7 viene aggiornata completamente la grafica dell'applicazione. Con il rilascio di iOS 12, l'app Memo Vocali ha subìto un miglioramento grafico, ricevendo il supporto alla sincronizzazione dei file su iCloud. Con l'arrivo di iOS 13 sono state aggiunte alcune funzioni di editing. Con iOS 14 è stato implementato un nuovo pulsante, chiamato "Migliora registrazione", allo scopo di ridurre il rumore di fondo. Con macOS Mojave l'app è disponibile anche su Mac.

## Funzionalità
Quando l'app non sta registrando, nella parte inferiore dell'applicazione è presente il pulsante per avviare e controllare una registrazione, e nella parte superiore vi è la lista delle registrazioni effettuate. Durante la registrazione, nella parte superiore è presente una schermata in cui vengono mostrate le frequenze audio della registrazione in corso. È inoltre possibile ritagliare una traccia direttamente dall'applicazione.
L'app è in grado di ottimizzare una registrazione agendo solo su una porzione della stessa. Inoltre si può impostare la qualità dell'audio, per esempio scegliendo l'opzione "Senza perdita", nel caso suonassimo della musica.
È anche possibile registrare l'audio a schermo spento, senza la visibilità in primo piano.